# Isosaari (ö i Finland, Mellersta Finland, Joutsa, lat 61,69, long 26,33)
Isosaari är en ö i Finland. Den ligger i sjön Suontee och i kommunen Joutsa i den ekonomiska regionen  Joutsa ekonomiska region  och landskapet Mellersta Finland, i den södra delen av landet, 180 km norr om huvudstaden Helsingfors. Öns area är 1,05 kvadratkilometer och dess största längd är 1,9 kilometer i nord-sydlig riktning.